# خوان مارتينيز مونويرا
خوان مارتينيز مونويرا (بالإسبانية: Juan Martínez Munuera؛ مواليد 13 يوليو 1982) حكم كرة قدم إسباني ينشط في دوري الدرجة الأولى الإسباني منذ أغسطس 2013.

## المسيرة التحكيمية
قضّى خوان مارتينيز مونويرا 3 مواسم في دوري الدرجة الثانية الإسباني أشرف فيها على 64 مباراة، قبل أن يُرقّى إلى دوري الدرجة الأولى رفقة زميله أدواردو برييتو إغليسياس.
في السابع عشر من أغسطس 2013، أشرف لأول مرة على مباراة من دوري الدرجة الأولى وكانت بين ناديي ريال سوسيداد وخيتافي (2–0).
حكّم مباراة الكلاسيكو الأولى لموسم 2020–21 والتي أقيمت بتاريخ 24 أكتوبر 2020 بملعب الكامب نو (برشلونة 1–3 ريال مدريد).

## على الصعيد الدولي
خوان مارتينيز مونويرا حكم دولي منذ الأول من يناير 2015.
شارك في بطولة أوروبا تحت 19 سنة 2018 المُقامة بفنلندا وكان حكم النهائي الذي جمع منتخبَي إيطاليا والبرتغال (3–4).

## الإحصائيات
| الدرجة                 | الدولة  | السنة     | المباريات |
| ---------------------- | ------- | --------- | --------- |
| دوري الدرجة الثانية بي | إسبانيا | 2006-2010 | 58        |
| دوري الدرجة الثانية    | إسبانيا | 2010-2013 | 64        |
| دوري الدرجة الأولى     | إسبانيا | 2013-     | 114       |

## الإنجازات
- سيلباتو دي أورو: مرة واحدة (2015)
- جائزة فيسينتي آسيبيدو (جائزة يمنحها الاتحاد الإسباني لأفضل الحكام كل موسم): مرة واحدة (2013)
- جائزة غوروسيتا (المقدمة من طرف صحيفة ماركا): مرة واحدة (2017)